# Pterolophia bangi
Pterolophia bangi là một loài bọ cánh cứng trong họ Cerambycidae.